# Low fantasy
Low fantasy, ibland försvenskat till lågfantasi, avser fiktion som utspelar sig i den moderna världen, alternativt en fiktiv version av den "normala" världen, men där berättelsens huvudsakliga karaktärer har magiska eller övernaturliga krafter. 
Magi och övernaturliga föremål hålls ofta dolda från samhället och dess invånare i stort. På engelska brukar denna genre alternativt kallas "intrusion fantasy" som antyder att berättelsen utspelar sig i en värld där magi och övernaturliga fenomen egentligen inte hör hemma och därmed gör ett slags intrång. (Det förekommer dock berättelser där magiska system och övernaturliga väsen anses höra hemma i den moderna världen och därmed inte gör intrång, men av olika anledningar ändå hålls dolda eller skilda från övriga samhället.) 
Den magi som förekommer inom low fantasy anses ovanlig och bara de som uppnår vissa specifika kriterier får ta del av den. En vanligt förekommande premiss är att berättelsens huvudperson på något sätt tidigt i berättelsen får reda på att hen besitter magiska eller övernaturliga krafter som ditintills varit okända för denne, och därefter introduceras för ett parallellt magiskt samhälle.
Exempel på low fantasy är bokserierna om Harry Potter och Percy Jackson.
Utgör motsatspar med high fantasy.